# Algirdas

Sello de Olgierd. 1366

Algirdas, también Olgierd u Olgerdo (1296 - mayo de 1377), fue príncipe de Krėva y Vítebsk, además de gran duque de Lituania.
Era uno de los siete hijos de Gediminas. Con la ayuda de su hermano Kęstutis, príncipe de Samogitia, Algirdas unificó los territorios del Gran Ducado de Lituania e hizo la guerra para expandir su reino, llegando a ser uno de los más vastos Estados europeos de su tiempo. En 1345, después de apoderarse de Vilna, Algirdas fue gran duque de Lituania.
Posteriormente se anexionó la mayor parte de los territorios ucranianos. En primer lugar alrededor de 1355, conquistó los principados de Cherníhiv y Nóvhorod-Síverski que pertenecían a la Horda Dorada. En 1363 derrotó al ejército tártaro y se apropió de Kiev, poco después agregó a sus dominios las tierras de lo que hoy son Pereiáslav-Jmelnytskyi y Podolia.
Algirdas emprendió una guerra triunfal contra el rey Casimiro III de Polonia en Volinia, también ocupó el principado de Smolensk y aumentó su influencia sobre Pskov y Nóvgorod. Algirdas lideró las campañas en Moscú entre 1368, 1370 y 1372, ayudando a su hermano Kęstutis en la lucha que mantenía contra la Orden Teutónica.

## Matrimonio y descendencia
Algirdas se casó con la princesa María de Vítebsk, hija del príncipe ruso Yaroslavl y única heredera del Principado de Vítebsk, que, después de su muerte, entró en la órbita del Gran Ducado de Lituania. María dio a luz a cinco hijos, todos bautizados en la fe ortodoxa:
- Andréi de Pólotsk (1325 - 12 de agosto de 1399), duque de Pólotsk y Príncipe de Pskov;
- Dmitri de Briansk (1327 - 12 de agosto de 1399), duque de Briansk;
- Constantine (m. antes del 30 de octubre de 1390), Príncipe de Czartorysk. Según J. Tęgowski, puede haber sido hijo de Koriat.[2]
- Vladímir Olguérdovich (octubre de 1398), Príncipe de Kiev, Kopyl, Sluck, ancestro de las familias Olélkovich y Belsky;
- Fiódor (Teodoro, m 1399), Príncipe de Ryl'sk, Ratnie y Bryansk.

En 1350, para concluir una alianza con el Gran Príncipe Simeón de Moscú, Algirdas, viudo, se casó con su hermana, Uliana de Tver, hija del Gran Príncipe Alejandro de Tver. Tuvieron los siguientes hijos:
- Jogaila (1351 ca. - 1 de junio de 1434), Gran Duque de Lituania y rey de Polonia;
- Skirgaila (Iván, 1354 ca. - 11 de enero de 1397), Duque de Trakai, Kiev y regente de Lituania;
- Dmitri Korybut (d. 1350 - después de 1404), Príncipe de Nóvhorod-Síverski;
- Lengvenis (Simón, muerto 19 de junio de 1431), Príncipe de Mstislavl, regente de Nóvgorod;
- Karigaila (Casimiro, d. 1350 - 1390), Príncipe de Mstislavl;
- Vygantas (Alejandro, d. 1350 - 28 de junio de 1392), Príncipe de Kernavė;
- Švitrigaila (Boleslao, ca. 1370 - 10 de febrero de 1452), Gran Duque de Lituania y príncipe de  Volhynia.

De sus dos matrimonios nacieron también estas hijas:
- Fedora, esposa de Sviatoslav, príncipe de Karachev;
- Agripina ( María, muerta 1393), esposa de Borís, duque de Súzdal;
- Kenna (Juana 1350 - ca. 27 de abril de 1368),  esposa de Casimiro IV, Duque de Pomerania;
- Elena (después de 1350 - 15 de septiembre de 1438), esposa de Vladímir el Valiente, Príncipe de Sérpujov;
- María (nacida después de 1350), princesa de Lituania, esposa de Vaidila;
- Wilheida (Catalina, después de 1350 - después del 4 de abril de 1422), Princesa de Lituania, esposa de Juan II, duque de Mecklemburgo-Stargard;
- Alejandra de Lituania (después de 1350 - 19 de junio de 1434), esposa de Siemowit IV, duque de Mazovia, un antepasado de la Casa de Habsburgo;
- Eduviges (después de 1350 - después de 1407), princesa de Auschwitz, esposa de Juan III, duque de Oświęcim.

| Predecesor: Jaunutis | Gran Duque de Lituania 1345 - 1377 | Sucesor: Vladislao II |

- Datos: Q336754
- Multimedia: Algirdas / Q336754